# Enkianthus serotinus
Enkianthus serotinus är en ljungväxtart som beskrevs av Woon Young Chun och W.P. Fang. Enkianthus serotinus ingår i släktet klockbuskar, och familjen ljungväxter. Inga underarter finns listade i Catalogue of Life.